# 27 tháng 6
Ngày 27 tháng 6 là ngày thứ 178 (179 trong năm nhuận) trong lịch Gregory. Còn 187 ngày trong năm.

## Sự kiện
- 1214 – Nhằm tránh mũi nhọn của quân Mông Cổ, Kim Tuyên Tông rời bỏ thủ đô Trung Đô, tiến về phía nam đến Biện Kinh rồi định đô tại đó, tức ngày Nhâm Ngọ (18) tháng 5 năm Giáp Tuất.[1]
- 1869 – Nước Cộng hòa Ezo trên đảo Hokkaido chính thức giải thể sau khi chiến bại trước quân đội của Thiên hoàng Nhật Bản.
- 1908 – Bồi bếp và binh lính người Việt phục vụ cho quân Pháp đóng ở thành Hà Nội tiến hành vụ mưu sát và binh biến mang tên Hà Thành đầu độc.
- 1954 – Nhà máy điện hạt nhân đầu tiên trên thế giới được mở ra tại Obninsk, gần Moskva.
- 1964 – Việt Nam Dân chủ Cộng hòa áp dụng chế độ hộ khẩu.
- 1959 – Thông qua bỏ phiếu, nhân dân Lãnh thổ Hawaii của Hoa Kỳ chấp nhận đạo luật gia nhập liên bang với tư cách tiểu bang.
- 1967 – Máy rút tiền tự động (ATM) do ông Shepherd-Barron sáng chế được lắp đặt tại một chi nhánh của ngân hàng Barclays Plc ở khu vực ngoại ô phía bắc London.
- 1977 – Pháp trao trả độc lập cho Djibouti.
- 1981 – Ủy ban Trung ương Đảng Cộng sản Trung Quốc thông qua quyết định chính thức phủ định Đại cách mạng văn hóa.

## Sinh
- 1834 – Nguyễn Phúc Phương Trinh, phong hiệu Phú Hậu Công chúa, công chúa con vua Minh Mạng (m. 1886)
- 1834 – Nguyễn Phúc Hòa Thận, phong hiệu Định Thành Công chúa, công chúa con vua Minh Mạng (m. 1860)
- 1880 – Helen Keller, tác gia, vì viêm màng não nên bị mù, câm và điếc, tốt nghiệp Đại học Harvard
- 1899 – Juan Trippe, người sáng lập Pan American World Airways
- 1962 – Lương Triều Vỹ, diễn viên người Hồng Kông
- 1977 – Raúl González, cầu thủ bóng đá người Tây Ban Nha
- 1986 - Nhan Phúc Vinh, diễn viên và người mẫu người Việt Nam

## Mất
- 1962 – Paul Viiding, nhà thơ người Estonia (s. 1904)
- 1942 – Thạch Lam, nhà văn người Việt Nam